# Stella Maris (1918)
Stella Maris is een Amerikaanse stomme film uit 1918. Het verhaal is afkomstig van het boek van William J. Locke

## Verhaal
Mary Pickford speelt een dubbelrol in deze film: een aantrekkelijke jonge dame en Unity en de wees die geadopteerd wordt door een alcoholistische vrouw die haar mishandelt (Marcia Manon): Louise Risca. Stella en Unity worden beiden verliefd op de man van Louise: John Risca (Conway Tearle).

## Rolverdeling
| Acteur            | Personage                |
| ----------------- | ------------------------ |
| Mary Pickford     | Stella Maris/Unity Blake |
| Ida Waterman      | Eleanor Blount           |
| Herbert Standing  | Oliver Blount            |
| Conway Tearle     | John Risca               |
| Marcia Manon      | Louise Risca             |
| Josephine Crowell | Tante Gladys Linden      |

## Filmfeiten
Deze film is een verfilming van het verhaal van William J. Locke (1863-1930)

Deze film is in 1925 ook gemaakt met Mary Philbin als Stella/Unity